# ببر بی‌باک
«ببر بی‌باک» (انگلیسی: Fearless Tiger) فیلمی در ژانر اکشن و رزمی است که در سال ۱۹۹۱ منتشر شد.